# Robert Chambers
Pour les articles homonymes, voir Robert Chambers (homonymie) et Chambers.
Robert Chambers, né le 10 juillet 1802 à Peebles en Écosse et mort le 17 mars 1871 à St Andrews, est un naturaliste, éditeur et écrivain écossais.
Libraire à succès à Édimbourg, il écrivit de nombreux livres sur l'histoire et le folklore de l'Écosse. Avec son frère William, il était aussi éditeur d'ouvrages d'éducation populaire. Il se rendit célèbre pour trois œuvres majeures : sa Cyclopaedia of English Literature en trois tomes (1840-1843), ses Vestiges of the Natural History of Creation qu'il publia anonymement en 1844 car il y proposait une théorie de l'évolution et enfin en 1864 son Book of Days (en) ..

## Biographie

### Famille et études

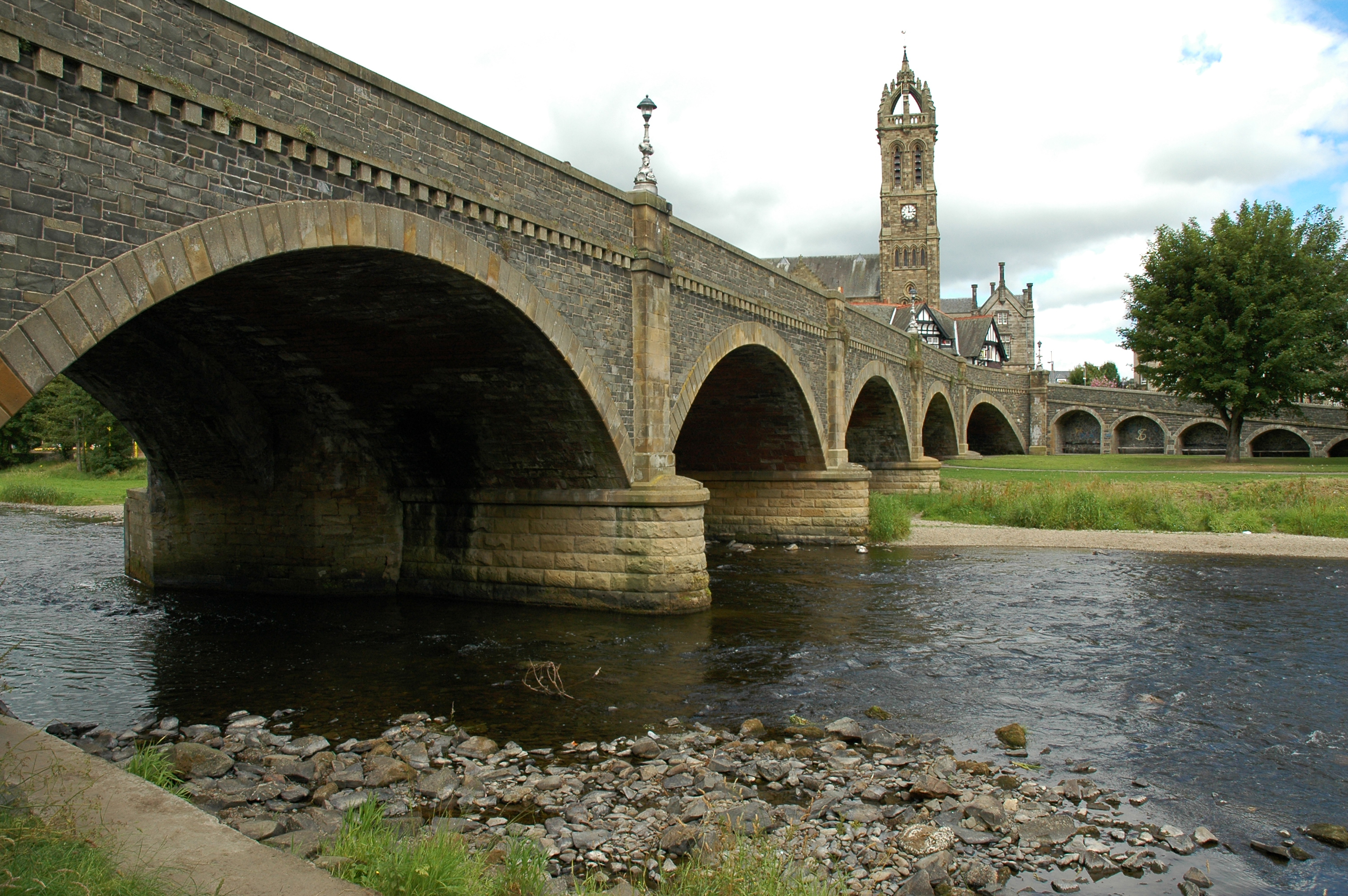
Pont sur la Tweed à Peebles.

Robert Chambers était le deuxième des six enfants (son frère aîné était William Chambers) de James Chambers (1778–1824), manufacturier et commerçant de coton et de son épouse Jean Gibson (vers 1781–1843). Il naquit comme son frère William avec douze doigts et douze orteils. Ils furent très rapidement amputés de cette polydactylie mais l'opération, qui fut un succès pour William, laissa Robert estropié. Robert commença son éducation à l'école paroissiale de Peebles puis à la grammar school locale. En raison de sa légère infirmité, il ne pouvait faire autant de sport que ses camarades de classe. Il fit donc plus de langues anciennes, même si, comme il le raconta, il ne trouvait pas de plaisir particulier au latin. Il reçut aussi une éducation complémentaire à domicile. Son père avait en effet acheté des éditions des auteurs classiques et surtout une Encyclopædia Britannica. De son propre aveu, Robert la lut de la première à la dernière page, les articles scientifiques avec plus d'attention. Il reçut aussi une formation musicale : son père jouait de la flûte traversière et il fut capable très tôt de distinguer les morceaux traditionnels que son père affectionnait.
En 1813, l'entreprise paternelle fit faillite et la famille déménagea pour Édimbourg. Robert fut alors destiné à la prêtrise et entama des études dans ce but. Cependant, les finances familiales ne lui permirent pas de s'inscrire à l'université d'Édimbourg. Son éducation s'acheva donc en 1816.
Le 7 décembre 1829, il épousa Ann Kirkwood (1808-1863). Ils eurent quatorze enfants, dont onze atteignirent l'âge adulte. Il se remaria en 1867.

### Libraire, auteur et éditeur
Robert Chambers eut d'abord divers emplois, sans grande réussite : copiste pour un marchand russe ; comptable chez un autre marchand ; précepteur. Il décida en 1818 d'ouvrir une librairie. Il réunit les livres de sa famille et les mit en vente dans une petite boutique qu'il louait sur Leith Walk. Il fit immédiatement des bénéfices et en une semaine avait doublé son capital. Son succès fut tel que dès 1826, il déménagea pour une boutique plus grande et mieux placée sur Hanover Street où le chiffre d'affaires augmenta. En 1830, lorsqu'il devint rédacteur en chef de l’Edinburgh Advertiser, il confia la librairie à son frère cadet David.
Il se lança aussi dans l'écriture. Avec son frère, ils écrivirent dans le Patriot un hebdomadaire radical. Robert fournit surtout des poèmes. Cependant, l'aventure du Kaleidoscope, un hebdomadaire qu'il créa avec son frère en 1821 ne dura que huit numéros. Il se consacra aussi à l'étude de l'histoire et des traditions d'Édimbourg et de l'Écosse. Il produisit alors un certain nombre de livres sur ces sujets (Traditions of Edinburgh, 1824 ; Popular Rhymes of Scotland, 1826 ; Picture of Scotland, 1827 ; Life of King James I, 1830 ; Life of Sir Walter Scott, 1832 ; etc.). En 1832, il avait écrit vingt-trois volumes qui lui avaient rapporté £ 1 050.
En 1831, son frère William lui proposa d'écrire pour l'hebdomadaire culturel et éducatif mais aussi distrayant qu'il se proposait de créer. Malgré des réticences initiales, Robert Chambers accepta la proposition qui lui était faite. Le premier numéro du Chambers's Edinburgh Journal parut le 4 février 1832 et se vendit à 25 000 exemplaires, rien qu'en Écosse. En avril, le tirage moyen atteignait 30 000 exemplaires. Cependant, le magazine fut critiqué : le pasteur de l'église familiale le considéra trop « séculier » en chaire ; les intellectuels d'Édimbourg le jugèrent trop « populaire ». Afin d'aider son frère, Robert devint rédacteur en chef adjoint et entra au capital de la maison d'édition créée pour l'occasion, la W. & R. Chambers (à présent Chambers Harrap Publishers). Ensemble, ils créèrent le Chambers Dictionary,.
L'entreprise d'éducation populaire se poursuivit avec les Chambers Educational Course pour lesquels Robert écrivit son History of the English Language and Literature en 1835 ou son History of the British Empire l'année suivante. Ses textes, tout comme les Chambers Educational Course étaient alors très marqués par la phrénologie qu'il venait de découvrir au contact de George Combe.
Il publia en 1840 le premier tome de l'ouvrage qui le rendit définitivement célèbre : Cyclopaedia of English Literature (avec Robert Carruthers). Il s'agissait d'une encyclopédie littéraire, avec notice historique et biographique pour chaque auteur dont des extraits étaient proposés. L'ouvrage servit longtemps de manuel de référence dans les universités et pour le concours d'entrée dans la fonction publique.

### Théorie de l'évolution

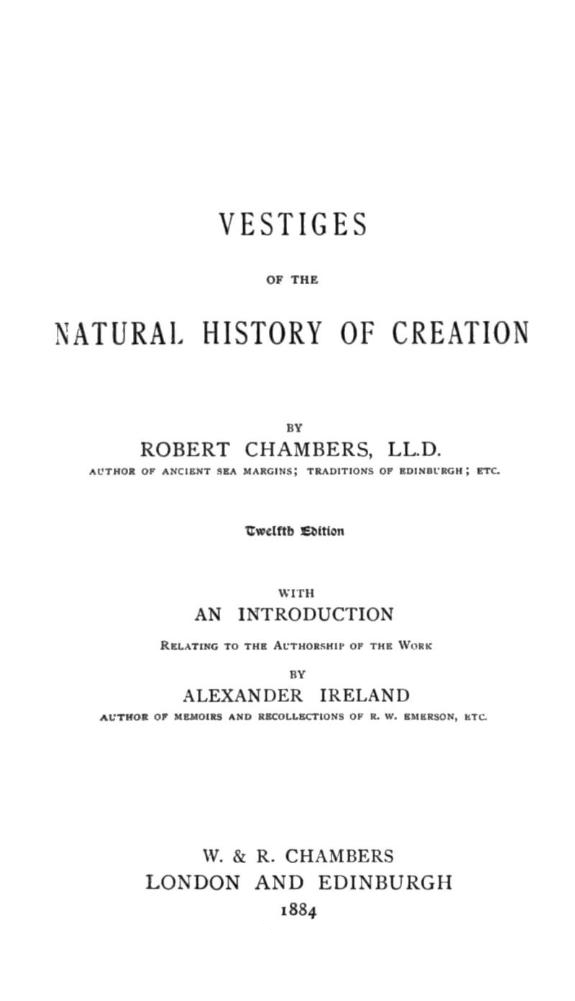
Vestiges of the Natural History of Creation

Au début des années 1840, Robert Chambers était moralement et physiquement épuisé. Il déménagea avec sa famille pour Saint Andrews où il retrouva plus de calme et put se consacrer à l'écriture. Il acheva en 1843 le troisième tome de sa Cyclopaedia of English Literature. Surtout, il publia, sans alors oser signer l'ouvrage, Vestiges of the Natural History of Creation, en octobre 1844. Il savait qu'il susciterait la controverse. Afin de conserver l'anonymat, il demanda à sa femme de recopier son manuscrit puis il l'envoya à un de ses amis qui le fit parvenir à l'éditeur. Dans les premiers temps, on spécula sur qui pouvait en être l'auteur : Harriet Martineau voire le Prince Albert. En sept mois, le livre connut quatre éditions.
Sur la base de ses connaissances en géologie et en phrénologie, Robert Chambers y proposait une théorie de l'évolution. Selon lui, l'univers ne pouvait avoir été créé en une seule fois par un dieu qui aurait ensuite contrôlé tous les changements survenus. Il considérait qu'il devait exister des lois scientifiques expliquant l'apparition de la vie et son évolution ensuite. Cependant, il conservait une dimension spirituelle : il considérait que Dieu existait mais que les récits de la Bible posaient problème d'un point de vue géologique. L'ouvrage fut attaqué de tous côtés. Les scientifiques lui reprochèrent ses erreurs factuelles, tandis que le clergé critiquait son impiété et son aspect matérialiste. Dans les éditions suivantes, Robert Chambers corrigea les erreurs puis il le compléta avec la publication en 1845 d’Explanations : a Sequel,.
Lorsqu'il revint s'installer à Édimbourg à la fin de la décennie 1840. Sa renommée fit qu'on lui proposa d'en devenir Lord provost. Ses adversaires suggérèrent lors de la campagne électorale qu'il pourrait être l'auteur des Vestiges : il fut finalement battu. Cependant, il ne reconnut toujours pas sa paternité de l'ouvrage, peut-être afin de protéger son entreprise.

### Derniers travaux

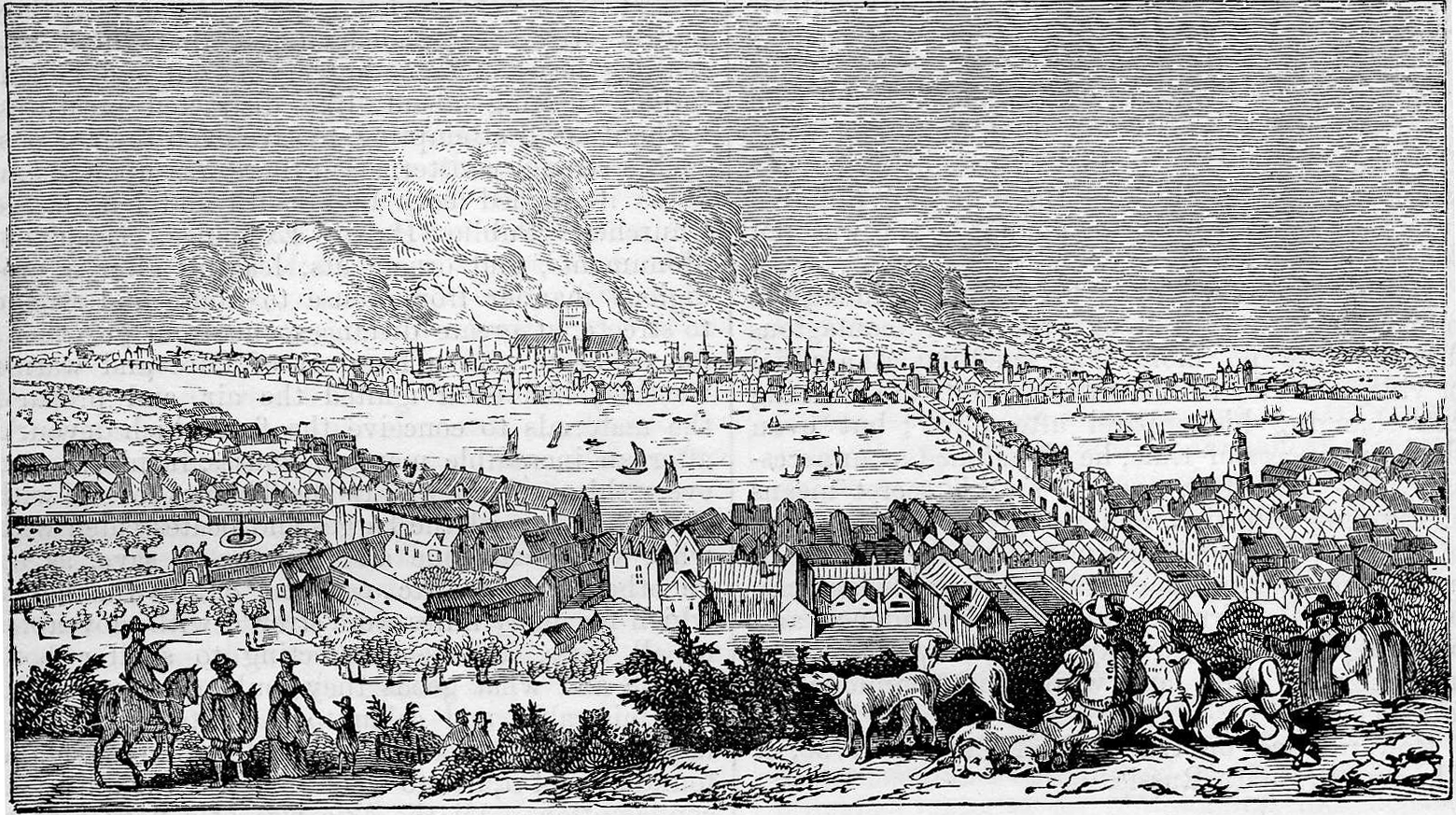
Le grand incendie de Londres, illustration du Book of Days.

Dans les années 1850, William Chambers se retira de l'entreprise W. & R. Chambers et vendit une partie de ses parts à son frère Robert qui devint actionnaire majoritaire. En 1860, il publia le premier tome de son encyclopédie populaire : la Chambers's Encyclopaedia of Universal Knowledge for the People, qui fut régulièrement rééditée pendant plus d'un siècle.
Après un voyage aux États-Unis en 1860, Robert Chambers s'installa à Londres avec sa famille. Il poursuivait deux buts. Il avait transféré les bureaux de sa société dans la capitale. Il étudiait à la British Library pour préparer son dernier grand ouvrage le Book of Days : un recueil d'anecdotes, de faits historiques, géographiques, folkloriques ou littéraires, organisé en fonction des jours de l'année. Cependant, il fut très affecté par les morts successives de son épouse puis de sa fille aînée. Sa santé déclina tandis qu'il s'épuisait à la rédaction de son Book of Days(1864).

### Spiritualisme
Dès le début des années 1850, Robert Chambers s'intéressa au spiritisme. Il assista à des « séances » afin de déterminer scientifiquement si les phénomènes étaient vrais ou faux.

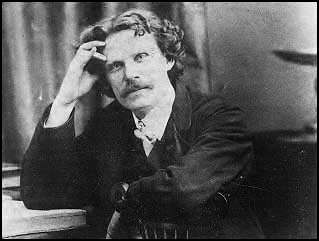
Daniel Dunglas Home.

Ainsi, au début de 1853, après des séances avec les spirites américaines Mrs Hayden et Mrs Roberts, il considéra que les médiums les plus doués, dans le cadre de réponses épelées, étaient capables de lire les réactions des personnes autour de la table afin de déterminer quelle lettre venait ensuite. Il considérait aussi que d'infimes pressions des doigts sur les guéridons suffisaient à les faire bouger. Dans un article de son Chambers Journal, il comparait les « manifestations spirites » avec les « folies médiévales ».
Il changea rapidement d'avis. Dès juin 1853, il aurait considéré comme réel un phénomène de table tournante auquel il assista chez lui. Il multiplia les expériences afin d'étudier les manifestations « de l'esprit » qu'il considérait de plus en plus comme appartenant à l'« ordre naturel ». Ce fut sa rencontre avec Daniel Dunglas Home qui fut déterminante. Les deux hommes auraient commencé à travailler ensemble dès 1859 d'après les mémoires de Mme Home. Dès 1860, Home aurait permis à Chambers d'entrer en contact avec l'esprit de son père. La reconnaissance se serait faite grâce à un accordéon qui aurait joué les airs traditionnels préférés du père de Chambers. En 1866, ce serait une communication de sa fille morte qui lui aurait été envoyée. Ce fut celle-ci qui aurait poussé Chambers à rendre publique sa foi dans le spiritualisme. En effet, en cette matière comme pour la théorie de l'évolution, il se montra longtemps prudent. Ainsi, lorsque Home publia au Royaume-Uni le premier tome de ses mémoires (Incidents in My Life), Chambers écrivit (mais ne signa) pas la préface et l'appendice. Finalement, lors du procès qui opposa le médium à sa « mère adoptive », Mrs Lyon, il accepta de témoigner en faveur de son ami. En fait, Chambers craignait que si ses intérêts spiritualistes étaient connus du grand public, ce serait mauvais pour ses affaires.
Dès qu'il se fut révélé, il fut utilisé et sollicité. La London Dialectical Society qui étudia en 1869 le phénomène spirite lui demanda de venir témoigner. L'annuaire spiritualiste (Year-Book of Spiritualism for 1871) ne se priva pas de le citer, profitant de sa renommée pour crédibiliser le mouvement. Il adopta alors une attitude nuancée, se disant persuadé que ces phénomènes existaient (lettre à Wallace en 1867) mais qu'il n'en avait jamais eu la preuve empirique définitive. Il insista sur le fait que c'était à chacun de se faire sa propre opinion, sans se laisser influer par les injonctions de quelque côté qu'elles viennent.

### Dernières années et décès
Il revint s'installer à Saint Andrews à la fin des années 1860. Il se remaria en 1867 mais sa seconde épouse décéda en 1870. Il choisit de son vivant son lieu de sépulture : la vieille tour en ruines de Saint Regulus.

### Principales œuvres
- The Kaleidoscope, or Edinburgh Literary Amusement. octobre 1821-janvier, 1822.
- Illustrations of the Author of Waverley. 1822.
- Traditions of Edinburgh. 1824.
- Notices of the Most Remarkable Fires with have Occurred in Edinburgh. 1825.
- Walks in Edinburgh. 1825.
- Popular Rhymes of Scotland. 1826.
- Picture of Scotland. 1827.
- History of the Rebellion of 1745. 1828.
- Scottish Ballads. 1829.
- Scottish Songs. 1829.
- The Picture of Stirling. 1830.
- Life of King James I. 1830.
- Gazetteer of Scotland (avec William Chambers). 1832.
- Scottish Jests and Anecdotes. 1832.
- Life of Sir Walter Scott. 1832.
- History of Scotland. 1832.
- Reekiana, or Minor Antiquities of Edinburgh. 1833.
- Biographical Dictionary of Eminent Scotsmen. 1833-1835.
- Life and Works of Burns. 1834.
- Jacobite Memoirs of the Rebellion. 1834.
- History of the English Language and Literature. 1835.
- Poems. 1835.
- The Land of Burns (avec professeur John Wilson). 1840.
- Cyclopaedia of English Literature (avec Robert Carruthers). 1840.
- History of the Rebellion of 1745. 1840.
- Vestiges of the Natural History of Creation (sans nom). 1844.
- Twelve Romantic Scottish Ballads. 1844.
- Explanations: A Sequal (sans nom). 1845.
- Select Writings of Robert Chambers, sept volumes. 1847.
- Ancient Sea Margins. 1848.
- Tracings of the North of Europe. 1851.
- Life and Works of Robert Burns. 1851.
- Tracings of Iceland and the Faroe Islands. 1856.
- Domestic Annals of Scotland. 1859-1861.
- Sketch of the History of Edinburgh Theatre Royal. 1859.
- Memoirs of a Banking House, by Sir William Forbes (rédacteur). 1859.
- Edinburgh Papers. 1861.
- Songs of Scotland Prior to Burns. 1862.
- Préface à Daniel Dunglas Home: Incidents in My Life. 1863.
- The Book of Days. 1864.
- Life of Smollett. 1867.
- The Thrieplands of Fingask. 1880.